# Möllendorffstraße 88/89 und Scheffelstraße 45
Das Bauensemble Möllendorffstraße 88-89 / Scheffelstraße 45 befindet sich im Ortsteil (Alt)-Lichtenberg des Berliner Bezirks Lichtenberg. Es ist Bestandteil eines kompletten L-förmigen Wohnblocks, wurde zwischen 1920 und Anfang 1930 bezogen und steht unter Denkmalschutz.

## Geschichte
Der Gebäudekomplex entstand im Auftrag der Erben des Bankiers P. Lehne. In den späten 1910er Jahren war zunächst das Haus Möllendorffstraße 88/89 fertig gestellt. Im Jahr 1920 wohnten hier bereits drei Familien, das waren die Gebrüder Lehne und ein Lithograf. Die Gebr. Lehne werden mit der Angabe Bankgesch. im Adressbuch geführt, ob dieses hier betrieben wurde, ist nicht bekannt.
Nach einiger Zeit erwarb die Continentale Baugesellschaft das Haus in der Möllendorffstraße 88/89 und ließ nun den westwärts weiterführenden Wohntrakt in der Scheffelstraße errichten. Direkt im Erdgeschoss des Eckgebäudes wurden Ladenflächen geplant.

## Beschreibung und Nutzung
- Möllendorffstraße 88/89
 Das Gebäude Möllendorffstraße 88/89 hat seine Hauptfassade und Hauptachse entlang der genannten Straße, nördlich schließt sich der später errichtete Eckbau Scheffelstraße in angepasster Bauweise direkt an.
 Hier im Parterre gibt es seit Anfang der 1940er Jahre eine Apotheke, die sich ihren Namen nach dem nahe gelegenen Stadtpark Lichtenberg gegeben hat: Apotheke am Stadtpark. Vor 1945 wurde sie von einem Apotheker betrieben, der im gleichen Haus seine Wohnung hatte.[4] In der DDR-Zeit bis 1990 war es eine kommunal geführte Einrichtung.[5] Nach 1990 wurde die Apotheke reprivatisiert und befindet sich seitdem im Eigentum einer Apothekerin (2023: Hendrikje Lambertz) unter Führung eines Filialleiters.[6]
 Oberhalb der baulich etwas zurückspringenden Apotheke schließt sich eine Achse mit Erkern bis in das vierte Stockwerk an.
- Scheffelstraße 45
 Es handelt sich um eine massive fünfgeschossige Bauzeile, die sich von der Scheffelstraße 22 bis zur Straßenkreuzung mit der Möllendorffstraße erstreckt. Hier geht es in ein baubetontes Eckhaus über.
 Als Bauschmuck erhielten die Häuser teilweise klinkergerahmte Eingangstüren, gelegentlich auch ein rundes Fenster neben dem Eingang (siehe Bildergalerie).
 In einer Veröffentlichung aus dem Jahr 1982 heißt es zur Scheffelstraße 22 bis 45:
 (es sind) „vier- und fünfgeschossige Putzbauten mit Satteldach wohl um 1930 erbaut; besonders die Ecken zur (damaligen / 1982) Jacques Duclos-Straße […] wirkungsvoll betont durch Verandenrisalite. Klinker für Sockel und z. T. Portale“.[7]

Frühzeitig siedelte sich hier direkt an der Ecke eine Fleischerei an, die nach dem Mauerfall und den neuen Verwaltungsstrukturen reprivatisiert wurde. Sie trug den Namen Hösels feiner Fleischladen und bestand lange Jahre weiter fort, hatte ihr Angebot mit einem Cateringservice erweitert. Im Jahr 2022 änderte die Geschäftsleitung ihre Aktivitäten und betreibt nunmehr in den Räumen ein Restaurant (Napoli, Scheffelstr. 45).

## Galerie

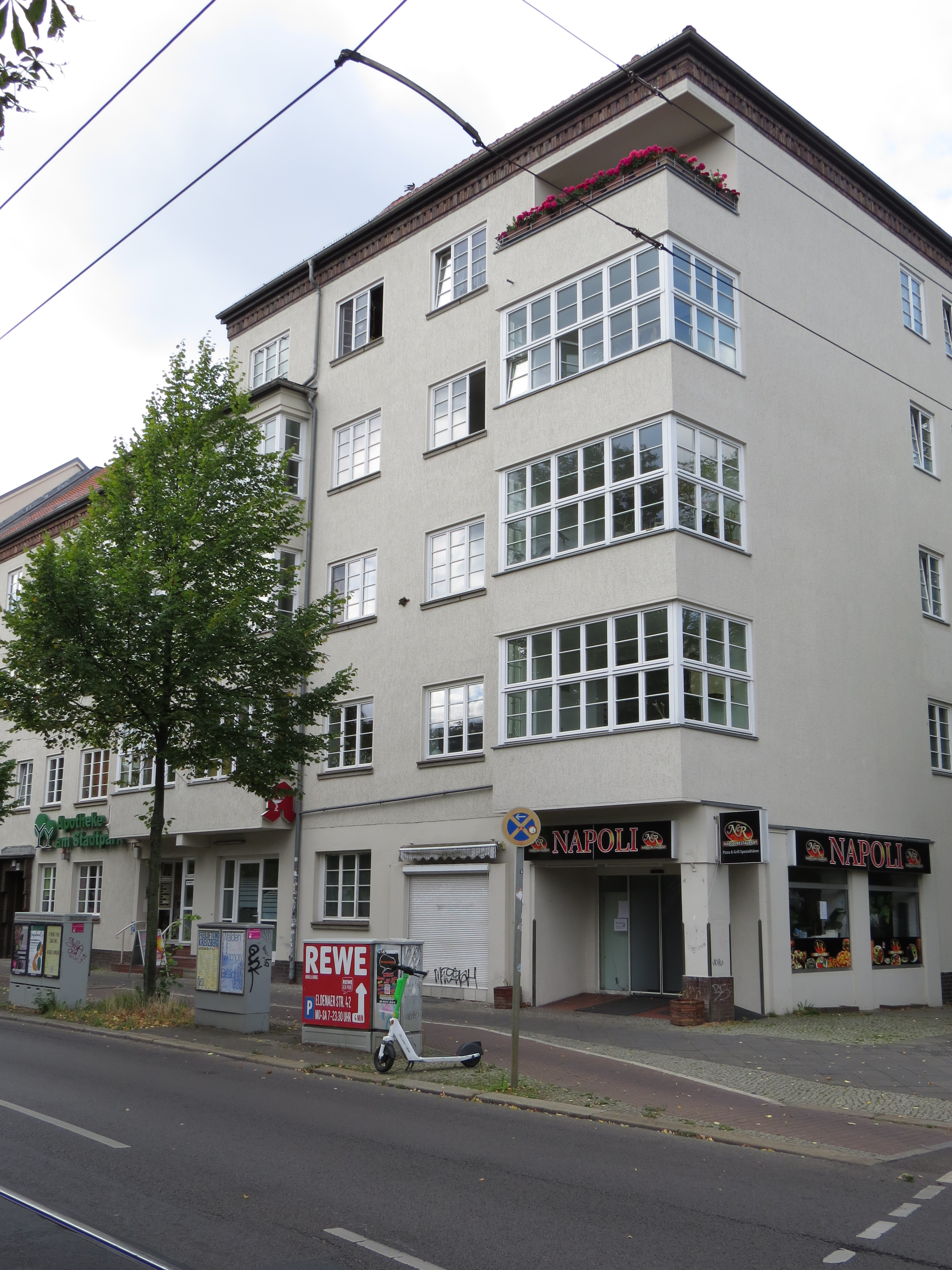
Eckhaus komplett
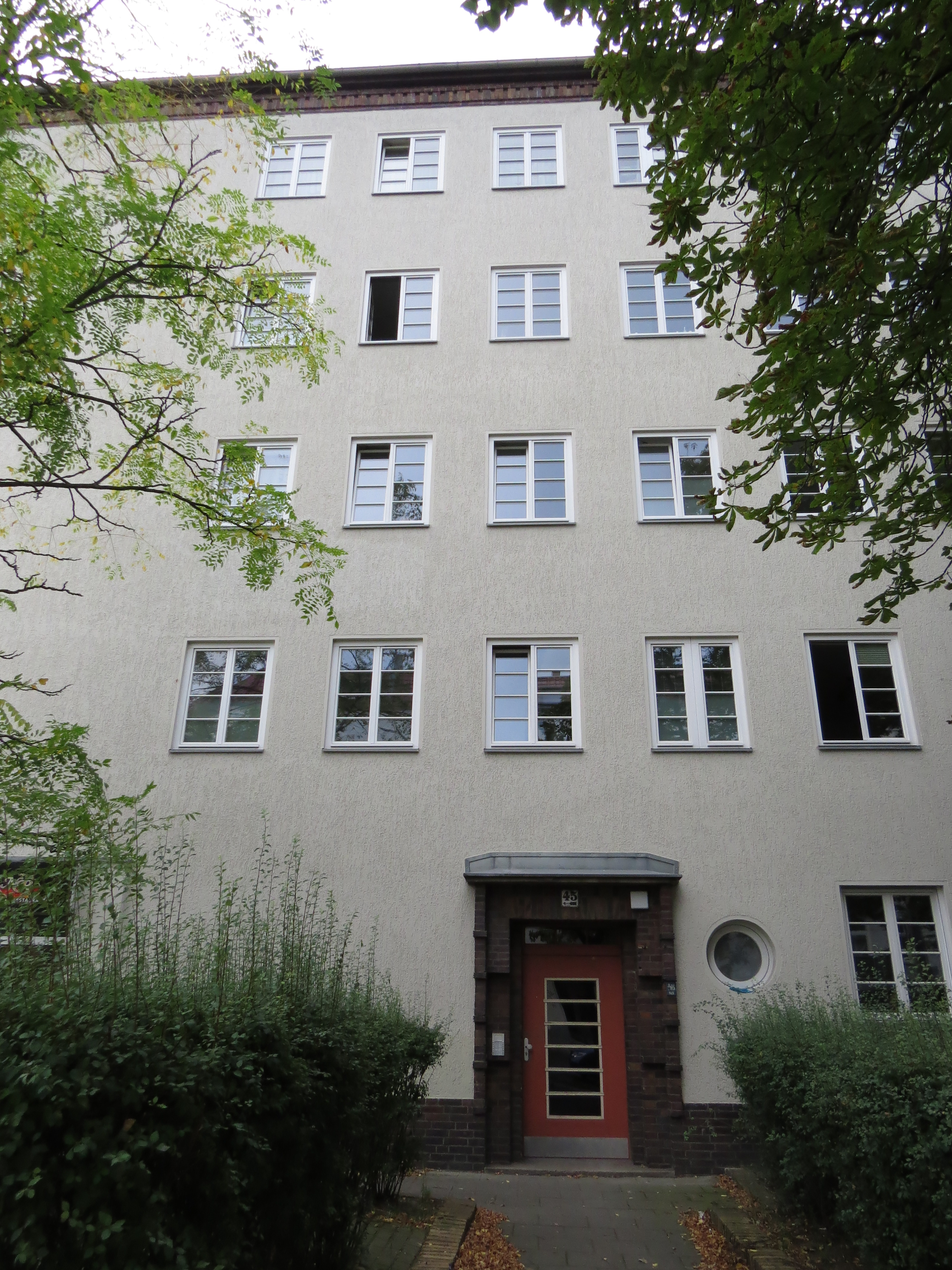
Blick auf den Trakt in der Scheffelstraße
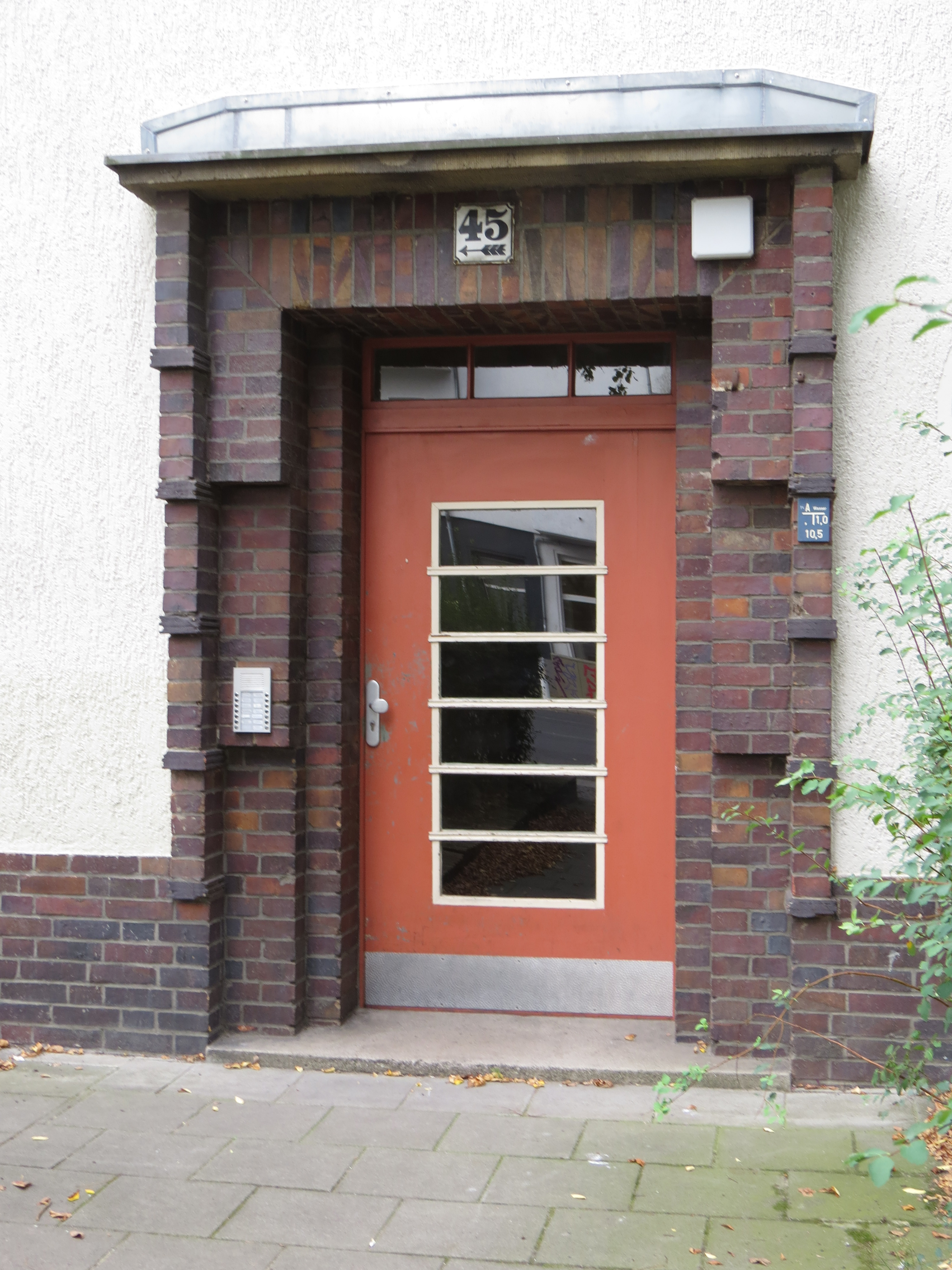
Eingang zum Haus Scheffelstraße 45